# برجو
البُرْجُوّ عصيدة شبيه بالعصيدة الإرلندية ويكثر تقديمها مع خبز الذرة أو كعكة المافِن.